# Clubiona ruandana
Clubiona ruandana là một loài nhện trong họ Clubionidae.
Loài này thuộc chi Clubiona. Clubiona ruandana được Embrik Strand miêu tả năm 1916.